# Дровецкий, Виталий Семёнович
Виталий Семёнович Дровецкий (3 мая 1945, Херсон — 2001, Херсон) — советский футболист, игравший на позиции нападающего и полузащитника.

## Биография
Виталий Дровецкий дебютировал в соревнованиях команд мастеров в херсонском «Строителе», в котором в первом же сезоне стал лучшим бомбардиром, забив 11 голов за 31 игру. Своей игрой привлёк внимание Виктора Маслова, который пригласил молодого игрока в состав киевского «Динамо». Дебютировал в сезоне 1965 года в матче против донецкого Шахтёра. 1967 год начал в составе команды класса «Б» «Звезда» Кировоград, а завершил в луганской «Заре». За луганский клуб отыграл 15 матчей и отличился голом в ворота ЦСКА. Карьеру завершил, выступая за свой первый клуб «Локомотив» во второй группе класса «А» (1968—1969) и второй лиге. Всего в высшей лиге СССР провел 18 матчей забив при этом 2 гола.

## Статистика
| Сезон | Клуб                  | Чемпионат | Чемпионат | Чемпионат | Кубок | Кубок |
| Сезон | Клуб                  | Лига      | І         | Г         | І     | Г     |
| ----- | --------------------- | --------- | --------- | --------- | ----- | ----- |
| 1963  | «Строитель» (Херсон)  | ЧС        | 31        | 11        | 3     | 1     |
| 1964  | «Строитель» (Херсон)  | ЧС        | 17        | 2         | 2     | 1     |
|       | «Динамо» (Киев)       | ЧС        | —         | —         | —     | —     |
| 1965  | «Динамо» (Киев)       | ЧС        | 3         | 1         | 1     | 0     |
| 1966  | «Динамо» (Киев)       | ЧС        | —         | —         | —     | —     |
| 1967  | «Звезда» (Кировоград) | ЧС        | 11        | 3         | 1     | 0     |
|       | «Заря» (Луганск)      | ЧС        | 15        | 1         | —     | —     |
| 1968  | «Локомотив» (Херсон)  | ЧС        | 40        | 4         | 1     | 1     |
| 1969  | «Локомотив» (Херсон)  | ЧС        | 40        | 4         |       |       |
| 1970  | «Локомотив» (Херсон)  | ЧС        |           | 3         | 1     | 0     |
| 1971  | «Локомотив» (Херсон)  | ЧУ        |           | 4         |       |       |
| 1972  | «Локомотив» (Херсон)  | ЧУ        |           | 3         |       |       |
| 1973  | «Локомотив» (Херсон)  | ЧУ        |           | 6         |       |       |
| 1974  | «Локомотив» (Херсон)  | ЧУ        |           | 6         |       |       |
| 1975  | «Локомотив» (Херсон)  | ЧУ        |           | 2         |       |       |